# Dizionario di spiritualità
Il Dizionario di spiritualità (in francese Dictionnaire de spiritualité) è un dizionario enciclopedico e di riferimento pubblicata, in lingua francese, sotto la responsabilità e direzione della Compagnia di Gesù. Il titolo completo è Dizionario di spiritualità. Ascetico e mistico. Dottrina e storia.

## Storia
La collezione è composta da più di 6.500 articoli distribuiti su due colonne in 17 volumi (21 volumi) che formano 60.000 pagine, ovvero più di 100 milioni di caratteri.
L'idea di quest'opera fu concepita nel 1928 e la pubblicazione dei volumi durò più di 60 anni.
I primi collaboratori furono i gesuiti Joseph de Guibert, Marcel Viller e Ferdinand Cavallera. Il Dizionario è frutto del lavoro di oltre 1.500 collaboratori. Tra cui  Henri-Irénée Marrou, Jean Daniélou, Hans Urs von Balthasar, Michel de Certeau, Michel Olphe-Galliard, François Roustang e Yves Congar.
La collana “Biblioteca della Spiritualità” pubblica estratti del dizionario sotto forma di opere separate, a cura di Éditions Beauchesne. 
Trattandosi di un'opera collettiva, i volumi da 1 a 2.2, pubblicati più di 70 anni fa, sono entrati nel pubblico dominio.